# Historia de la minoría ucraniana en Polonia
La historia de la minoría ucraniana en Polonia se remonta a la Baja Edad Media, siendo anterior a las Guerras de Galicia-Volhynia del siglo XIV entre Casimiro III el Grande de Polonia y el lituano Liubartas. Tras la extinción de la dinastía Ruríkida en 1323, el Reino de Polonia se expandió hacia el este en 1340 para incluir las tierras de Przemyśl primero y las de Kamianets-Podilskyi (Kamieniec Podolski) en 1366 después. Tras la Unión de Lublin (1569), los principados de Galicia y Volhynia Occidental se tranformaron en lo que hoy se conoce como el Voivodato ruteno de la Corona del Reino de Polonia, mientras que el resto de la Rutenia Roja pasó a control lituano junto con Kiev. 

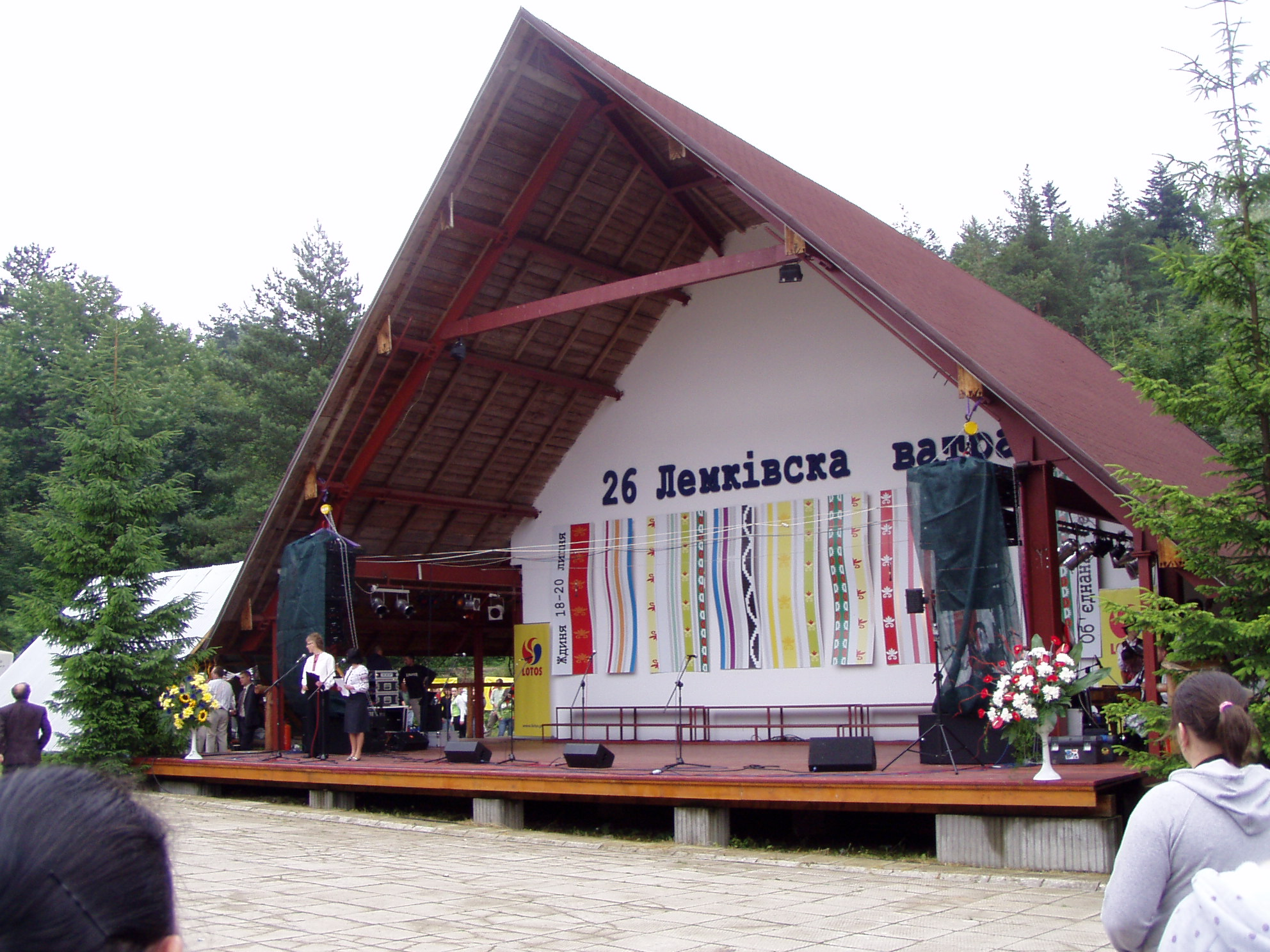
El 26.º Festival Ucraniano en Zdynia, "Lemkivska Vatra", 2008.

## Reino de Polonia y Mancomunidad polaco-lituana
La anexión de la Rutenia Roja de la mano de Casimiro III (Kazimierz III) se produjo como resultado del tratado de paz polaco-lituano firmado en 1366. Según la Crónica de Hustyn, de Zakhariia Kopystensky (fallecido en 1627), se trataba de un asunto de dos etapas o fases. El rey de Polonia juraba respetar la fe ortodoxa, pero también, otorgó a la nobleza rutena los mismos derechos que a la polaca. Kopystensky, quien redescubrió el antiguo Códice de Hipacio del sur de la Rus, consideraba a los eslavos orientales como "una nación en el sentido medieval del término, descendiente de un antepasado común". Él "claramente diferenciaba entre Moscovia y la Rus-Ucrania" en su obra. El área total de tierras rutenas anexionada por Polonia era de más o menos 91.000 km² y la mayoría de la población hablaba ruteno (un antepasado común del ucraniano y el bielorruso). 
La nobleza local se fue polonizando gradualmente y muchos miembros de la szlachta rutena se convirtieron al catolicismo. Entre las más famosas familias rutenas polonizadas estaban los Wiśniowiecki, Zbarascy, Zasławski y Czartoryski. Otras familias, tales como los Ostrogski, Sanguszko y Kisiel resistieron la polonización. Todas estas familias nobles rutenas fueron muy influyentes en Polonia antes de 1795 y uno de los reyes polacos, Miguel Korybut Wiśniowiecki, era hijo del notable magnate ruteno Jeremi Wiśniowiecki. El historiador ucraniano Mykhailo Hrushevsky, representante del movimiento popular en Ucrania, atacó Polonia, aclamando: "Los cuatro siglos de dominio polaco habían dejado efectos particularmente destructivos (...) el atraso económico y cultural en Galicia fue el principal "legado de la Polonia histórica, planeando asiduamente todo lo que podía considerarse la flor y nata de la nación, dejándola en un estado de opresión e impotencia"

## Segunda República Polaca
Polonia reestableció su soberanía en 1918 tras un siglo de dominio imperial austro-húngaro, alemán y ruso. sin embargo, las fronteras oriental y occidental de Polonia no fueron inicialmente determinadas. Los reclamos soviéticos, polacos y ucranianos sobre los territorios en disputa llevaron a las guerras polaco-ucranianas y polaco-soviéticas. El fin de la guerra abierta se logró con la ayuda logística de Francia. El 18 de marzo de 1921 se firmó un tratado formal, la Paz de Riga, que establecía las fronteras polacas para el período entre guerras mundiales. Siguió un proceso de recuperación económica. 

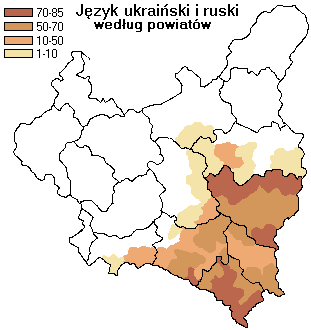
Minoría ucraniana y rutena en la Segunda República Polaca

Tras la Guerra Polaco-Ucraniana, la parte oriental tanto de Galicia como de Volinia fueron capturadas por Polonia. Los líderes ucranianos de aquel momento fueron privados de un fuerte sentido del honor. Durante todo el tiempo de su existencia, no hubo casos de represiones masivas contra minorías nacionales en territorios controlados por el gobierno de Ucrania Occidental; las fuerzas ucranianas que controlaban la ciudad ni siquiera arrestaron a los líderes nacionalistas polacos y a la intelectualidad, lo que permitió a estos últimos rebelarse contra el gobierno ucraniano.
Las fuerzas polacas capturaron Leópolis (Lviv) después de una batalla de una semana con las fuerzas ucranianas. Afirmaron que civiles les dispararon en las calles cuando entraron a la ciudad y tomaron represalias. Quemaron las secciones ucraniana y judía y mataron a aproximadamente 270 ucranianos; sin embargo, la misión británica también señaló que no había conclusiones claras sobre el motivo específico detrás de la masacre. El porcentaje de judíos asesinados corresponde a la demografía de Lviv en ese momento.
En la mitad oriental de Galicia, los ucranianos constituían aproximadamente el 65% de la población mientras que los polacos eran el 22% y los judíos el 12%. De las 44 divisiones administrativas de la Galicia austríaca oriental, Leópolis, la capital de la provincia y ciudad más grande, era la única en la que los polacos constituían la mayoría étnica. Los ucranianos representaban sobre el 16% de la población total de Polonia antes de la Segunda Guerra Mundial. Más del 90% vivía en el campo, del 3 al 6% eran trabajadores industriales y cerca del 1% pertenecía a la intelligentsia. En cuanto a la religión, el 60% eran católicos uniatas y el 39% profesaba la fe ortodoxa. Mientras la conciencia nacional entre los ucranianos galicianos era fuerte, los ucranianos de Volinia tenía poca orientación nacional y estaban mayormente influenciados por corrientes rusófilas y prosoviéticas. 
Según el censo polaco de 1931 las siguientes áreas albergaban un gran número de ucranianos en Polonia:  
- Voivodato de Lwów ; 57% polaco, 33% ucraniano, 7% yiddish, 3% otros
- Voivodato de Stanisławów ; 69% ucraniano, 23% polaco, 7% yiddish, 1% alemán
- Voivodato de Tarnópol ; 49% polaco, 46% ucraniano, 5% yiddish
- Voivodato de Wołyń ; 68% ucraniano, 17% polaco, 10% yiddish, 2% alemán, 1% ruso, 2% otros [1]

En aquel momento en Polonia competían dos políticas contradictorias hacia las minorías nacionales. El enfoque asimilacionista defendido por Roman Dmowski (ministro de Asuntos Exteriores) y Stanisław Grabski (ministro de Religión y Educación) chocó con el enfoque más tolerante defendido por el jefe de Estado polaco Józef Piłsudski,  cuyo proyecto de crear la federación Międzymorze con otros estados fracasaron después de la guerra polaco-soviética . El ultranacionalista Roman Dmowski y sus nacionaldemócratas, con sus consistentes políticas militantes antiucranianas, contaban con el apoyo de la minoría polaca en el este de Galicia.

### Vida política y cultural

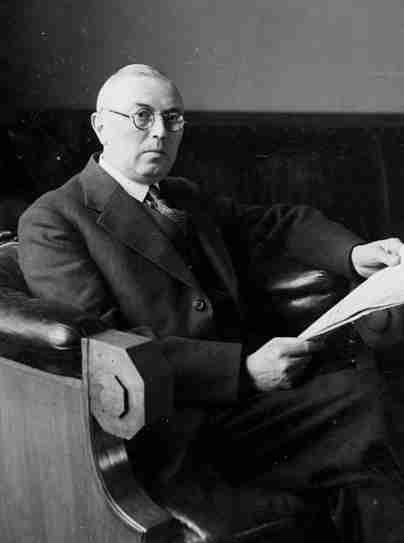
Vasyl Mudry, presidente ucraniano del parlamento polaco, líder de la Alianza Democrática Nacional Ucraniana (el mayor partido político ucraniano en la Polonia de entreguerras).

Las autoridades polacas renombraron la parte este de la Galicia austríaca como "Pequeña Polonia Oriental" y crearon unidades administrativas (voivodatos) diseñadas para incluir la mayor cantidad de no-ucranianos posible. En 1924 el gobierno de Polonia bajo Władysław Grabski excluyó el uso del idioma ucraniano en instituciones gubernamentales. También se evitó el uso oficial de la palabra "ucraniano", reemplazándola por el término histórico "ruteno". 
Había nueve partidos legales ucranianos y rutenos, reflejando un amplio abanico político. Durante el período de entreguerras los ucranianos obtuvieron varios representantes en el Sejm. Entre 1928 y 1930 hubo 26 parlamentarios ucranianos, incluyendo al mariscal ayudante del Sejm, Volodymyr Zahajkiewicz y el secretario Dymitr Ladyka. Los diputados ucranianos y bielorrusos crearon un poder club (Klub Ukrainsko-Bialoruski), cuyos miembros participaron activamente durante aquellos años. En 1935 había 19 diputados ucranianos, y en 1938 eran 14, incluyendo a Vasyl Mudry. 
El 12 de julio de 1930, activistas de la Organización de Nacionalistas Ucranianos, junto con la Organización Militar Ucraniana, comenzaron la llamada acción de sabotaje durante la cual se quemaron propiedades polacas y carreteras, vías ferroviarias y conexiones telefónicas fueron destruidas. La Organización de Nacionalistas Ucranianos utilizaba el sabotaje y terrorismo para forzar al gobierno polaco a tomar represalias de tal magnitud que aquellos grupos ucranianos a favor de negociar con el estado perdieran apoyo político. Los nacionalistas ucranianos enfocaron la violencia no sólo contra los polacos, sino también contra aquellos ucranianos que deseaban una resolución pacífica del conflicto polaco-ucraniano. Como respuesta al terrorismo, el gobierno polaco implementó la denominada pacificación en aldeas galicianas sospechosas de apoyar a grupos radicales. Las fuerzas de seguridad polacas llevaron a cabo búsquedas exhaustivas en casas y edificios ucranianos, devastando muchos de ellos en el proceso, destruyendo libros, vestidos típicos y otros objetos culturales ucranianos. Con frecuencia obligaron a las aldeas ucranianas a firmar un juramento de lealtad a Polonia y a renunciar a su lealtad a la nación ucraniana, e infligieron castigos corporales en forma de azotes públicos. Según fuentes ucranianas, siete personas fueron asesinadas a golpes, mientras que fuentes polacas elevan el número de muertos a dos. Además, varios miembros ucranianos del parlamento polaco, entre ellos Vasyl Mudry, fueron detenidos después de que las autoridades polacas descubrieran que había habido contactos entre los partidos políticos ucranianos y la Organización Militar Ucraniana. Se cerraron las escuelas secundarias ucranianas. La pacificación polaca de Ucrania occidental fue condenada por Gran Bretaña, Francia y Alemania, aunque la Sociedad de Naciones emitió un comunicado afirmando que las actividades polacas estaban justificadas debido a las actividades de sabotaje de Ucrania.
En 1935 la situación mejoró temporalmente, cuando el gobierno polaco llegó a un acuerdo con la Alianza Democrática Nacional Ucraniana (ADNU), el partido político ucraniano más grande en Polonia; la mayoría de los presos de la prisión de Bereza Kartuska fueron puestos en libertad. La enseñanza del idioma ucraniano y su representación política mejoraron. Pero las demandas clave de los ucranianos, como la autonomía local, una universidad en lengua ucraniana y el fin de los esfuerzos de colonización polaca en territorios habitados por ucranianos, nunca se lograron. Los extremistas ucranianos continuaron sus ataques contra los polacos y los moderados perdieron su intento de estabilizar la situación. Un informe polaco sobre el ánimo popular en Volhynia recoge un comentario de un joven ucraniano de octubre de 1938: "decoraremos nuestras columnas contigo y nuestros árboles con vuestras esposas".
Las organizaciones ucranianas continuaron creciendo a pesar de la interferencia polaca que incluyó la destrucción de salas de lectura durante la pacificación en 1930 y su prohibición en ciertas regiones. A pesar de tales medidas, la sociedad Prosvita pudo aumentar el número de bibliotecas con salas de lectura a 3.075 en 1939 (con más de 500 nuevos establecimientos en 1936 con personal profesional a tiempo completo). El nuevo equipo de fútbol Ukraina Lwow estuvo cerca de ascender a la Ekstraklasa (liga profesional polaca para clubes de fútbol). Las estadísticas gubernamentales para el año 1937 enumeraban alrededor de 3.516 cooperativas ucranianas con un total de 661.000 miembros. El gobierno polaco hizo esfuerzos para limitarlos, incluso fusionándolos por la fuerza con cooperativas polacas en algunas regiones.
La vida cultural y la representación política de Ucrania en Polonia contrastaban marcadamente con las de la Unión Soviética bajo Stalin. El pueblo ucraniano en la Ucrania soviética "sufría más por el gobierno de Stalin que cualquier otra parte europea de la URSS" en el mismo período, devastado por el terror de la Gran Hambruna y la matanza de miles de ucranianos educados. Debido a que las políticas discriminatorias polacas no llegaron al asesinato en masa y la destrucción total de las fuerzas culturales y políticas ucranianas, la población ucraniana se sintió frustrada e indignada, pero no quebrantada. 
El gobierno polaco trajo progreso material a muchos ucranianos. Durante la década de 1920, se introdujeron la electrificación y el servicio telefónico en todas las ciudades importantes, y la proporción de niños que recibían educación escolar aumentó del 15% al 70% solamente en Volinia. El Ministerio de Educación polaco multiplicó por más de tres el número de escuelas en las zonas ucranianas, hasta 3.100 en 1938, reduciendo así la tasa de analfabetismo entre las personas de diez años o más del 50% al 35% en 1931.

### Políticas de Józef Piłsudski y el "Experimento de Volhynia"
En mayo de 1926, Józef Piłsudski tomó el poder en Polonia mediante un golpe de Estado. El gobierno de Piłsudski marcó la muy necesaria mejora en la situación de las minorías étnicas. Piłsudski reemplazó la política de "asimilación étnica" nacionaldemócrata por una política de "asimilación estatal": los ciudadanos eran juzgados por su lealtad al Estado, no por su nacionalidad. Sin embargo, la continua serie de ataques terroristas de la Organización de Nacionalistas Ucranianos para sabotear los esfuerzos de Piłsudski dio como resultado la pacificación del gobierno y significó que la situación continuáse degenerando. 
Si bien el nacionalismo ucraniano estaba bien establecido en Galicia y los habitantes ucranianos eran generalmente hostiles al dominio polaco, la región de Volhynia, habitada por ucranianos, estaba menos desarrollada. En consecuencia, el gobierno polaco buscó aislar a los ucranianos de Galicia de los de Volinia y asimilar políticamente a los volinios al estado polaco, combinando el apoyo a la cultura y el idioma ucranianos con la lealtad al estado polaco. Con esto, esperaba crear una identidad ucraniana propolaca que pudiera servir como modelo para los ucranianos que estaban siendo oprimidos al otro lado de la frontera soviética desde Volhynia.
En 1928, Henryk Józewski, ex viceministro de Asuntos Internos del gobierno ucraniano de Symon Petliura, fue nombrado voivoda de Volhynia, para llevar a cabo el programa de autonomía cultural y religiosa de los ucranianos en esa región. Józewski, un polaco de Kiev (donde, a diferencia de Galicia, los polacos y los ucranianos tenían una historia de cooperación entre sí), era un ucranófilo que sentía que las naciones polaca y ucraniana estaban profundamente conectadas y que Ucrania algún día podría convertirse en una "segunda patria" para los polacos. Józewski llevó a seguidores ucranianos de Symon Petliura, incluidos ex-oficiales del ejército de Petliura, a su capital, Lutsk, para ayudar en su administración en Volinia. Colgó retratos de Petliura junto a los de Pilsudski en lugares públicos. Las autoridades polacas crearon el Instituto para el Estudio de Asuntos Nacionales y la Sociedad Educativa para los Ortodoxos (llamado así en honor a Petro Mohyla, se amplió a 870 capítulos en Volhynia). El gobierno financió las sociedades de lectura ucranianas (tenían 5.000 capítulos en 1937) y el teatro ucraniano. Se fomentó el uso del idioma ucraniano, en lugar del ruso, durante los sermones de la iglesia. Józewski también dirigió las negociaciones sobre el reconocimiento formal de la Iglesia ortodoxa, que no estuvo sujeta a ninguna normativa legal en Polonia hasta 1938. Se creó un partido político ucraniano leal, la Alianza Ucraniana Volinia. Este partido era el único partido político ucraniano al que se le permitía funcionar libremente en Volinia. Durante su gobierno, Józewski fue objeto de dos intentos de asesinato: por agentes soviéticos en 1932 y por nacionalistas ucranianos en 1934
Después de la muerte de su patrocinador Piłsudski en 1935, el programa ucraniano de Józewski fue cancelado. Los elementos polacos antiucranianos del ejército polaco tomaron el control de las políticas en Volinia. Józewski fue criticado por permitir a los ucranianos comprar tierras a los polacos, las iglesias ortodoxas fueron demolidas o convertidas al uso católico durante la campaña de "reivindicación", y en 1938 el propio Józewski perdió su puesto. Bajo su sucesor, se eliminó todo apoyo estatal a las instituciones ucranianas y se recomendó que los funcionarios polacos dejaran de utilizar las palabras "Ucrania" o "ucraniano". Los generales del ejército polaco creían que llenar todas las oficinas estatales en Volinia con polacos aseguraría una rápida movilización y evitaría el sabotaje en caso de un ataque ruso a Polonia. A los ucranianos se les negó sistemáticamente la oportunidad de obtener puestos de trabajo en el gobierno. Los funcionarios electos locales de etnia ucraniana fueron destituidos de sus cargos. Aunque la mayoría de la población local era ucraniana, prácticamente todos los puestos oficiales del gobierno fueron asignados a polacos. La reforma agraria diseñada para favorecer a los polacos provocó una mayor alienación de la población ucraniana.
Se establecieron colonos militares en Volhynia para defender la zona fronteriza contra una incursión soviética. A pesar de que las tierras de etnia ucraniana estaban superpobladas y los agricultores ucranianos necesitaban tierras, las reformas agrarias del gobierno polaco dieron tierras de grandes propiedades polacas no a los aldeanos locales sino a los colonos polacos. Este número se estimó en 300.000 tanto en Galicia como en Volinia según fuentes ucranianas y en menos de 100.000 según fuentes polacas. 
Se hicieron planes para una nueva ronda de colonización de Volhynia por parte de veteranos militares polacos y civiles polacos y se planearon cientos de nuevas iglesias católicas romanas para los nuevos colonos y los conversos de la ortodoxia.
El resultado final de las políticas polacas en Volinia fue que se creó un sentimiento de patriotismo ucraniano; sin embargo, este patriotismo no estaba ligado al Estado polaco. Como resultado de las políticas polacas antiucranianas, tanto los nacionalistas ucranianos como los comunistas encontraron un terreno fértil para sus ideas entre la población ucraniana de Volinia.

### Políticas religiosas y culturales
Tras la Primera Guerra Mundial, la política del gobierno tenía inicialmente como objetivo limitar la influencia de los ucranianos predominantemente greco-católicos de Galicia sobre los ucranianos ortodoxos en Volhynia. Se emitió un decreto que defendía los derechos de las minorías ortodoxas, pero a menudo fracasó en la práctica, ya que la Iglesia Católica Romana, que había sido perseguida bajo el régimen zarista y estaba ansiosa por fortalecer su posición, así como por recuperar las propiedades católicas que habían sido confiscadas y convertidas en iglesias ortodoxas, tenía representación oficial en el Sejm (parlamento polaco) y los tribunales. Finalmente, ciento noventa iglesias ortodoxas fueron destruidas y a menudo abandonadas y otras ciento cincuenta fueron transformadas en iglesias católicas romanas. Como resultado, de las 389 iglesias ortodoxas que había en Volinia en 1914, en 1939 sólo quedaban 51. Además de perder edificios de la iglesia, la Iglesia Ortodoxa perdió grandes extensiones de tierra, que fueron tomadas por el Estado polaco y conservadas por él, o entregadas a la Iglesia Católica Romana. En las regiones de Chelm y Polesia, grupos armados de colonos polacos conocidos como Krakus aterrorizaron a civiles ucranianos para que se convirtieran al catolicismo. Las iglesias ortodoxas restantes se vieron obligadas a utilizar el idioma polaco en sus sermones. El último acto oficial del gobierno polaco en Volhynia fue, en agosto de 1939, convertir la última iglesia ortodoxa que queda en la capital de Volinia, Lutsk, en una iglesia católica romana. El clero ortodoxo de Volinia aprovechó la persecución a su iglesia para generar un fuerte resentimiento entre el pueblo ucraniano local contra los polacos.
En contraste con la persecución experimentada por la Iglesia ortodoxa, a la Iglesia greco-católica ucraniana, respetada por las autoridades polacas, el metropolitano Andrey Sheptytsky se le permitió prosperar en términos de actividades intelectuales y religiosas. 
En Lviv, donde los católicos romanos constituían en 1900 al menos el 52,5% de la población y el 76,86% de los ciudadanos hablaban polaco (aunque una parte de esa población era judía), el gobierno polaco buscó enfatizar el carácter polaco de esa ciudad limitando la expresiones culturales de las minorías no polacas de esa ciudad.  A diferencia de la época austriaca, cuando el tamaño y el número de desfiles públicos u otras expresiones culturales como desfiles o procesiones religiosas correspondían a la población relativa de cada grupo cultural, durante el gobierno polaco se impusieron limitaciones a las exhibiciones públicas de la cultura judía y ucraniana.  Las celebraciones, dedicadas a la defensa polaca de Lviv, se convirtieron en una importante celebración pública polaca y la Iglesia Católica Romana las integró en las celebraciones tradicionales del Día de Todos los Santos a principios de noviembre. Se hicieron frecuentes los desfiles militares y las conmemoraciones de batallas en calles concretas de la ciudad, todos celebrando a las fuerzas polacas que lucharon contra los ucranianos en 1918. El gobierno polaco fomentó la idea de Lviv como un puesto de avanzada del este de Polonia que se mantenía firme contra las "hordas" orientales. 

### Interntos de normalización
Después del asesinato del Ministro del Interior de Polonia por parte de la Organización de Nacionalistas Ucranianos en 1934, se hicieron intentos de normalización entre el gobierno y los representantes de la UNDO encabezados por Sheptytsky. Los disidentes ucranianos fueron liberados de Bereza y se enviaron créditos a cooperativas e instituciones económicas ucranianas. Sin embargo, los nacionalistas ucranianos más radicales rechazaron el acercamiento.
Entre 1934 y 1938 se produjeron una serie de ataques violentos y a veces mortales (como en Varsovia, con dos víctimas)  contra los ucranianos. En uno de ellos, en los dormitorios de Varsovia, a finales de 1938 – escribió monseñor Philippe Cortesi – la policía polaca observó los ataques de miembros de la Democracia Nacional contra estudiantes ucranianos y después de los disturbios supuestamente arrestó a las víctimas ucranianas por perturbar el orden público. En 1938-1939, turbas polacas de jóvenes patrióticos descarriados quemaron varias bibliotecas y salas de lectura ucranianas y a menudo quedaron impunes ante las fuerzas policiales polacas. Los jóvenes polacos se organizaron en grupos paramilitares locales armados Strzelcy y aterrorizaron a la población ucraniana con el pretexto de mantener la ley y el orden, escribió Subtelny. Según Burds, los incidentes violentos no fueron reportados en la prensa polaca, y las autoridades polacas confiscaron los periódicos ucranianos que hablaban de ellos dondequiera que se encontraran.

### Educación

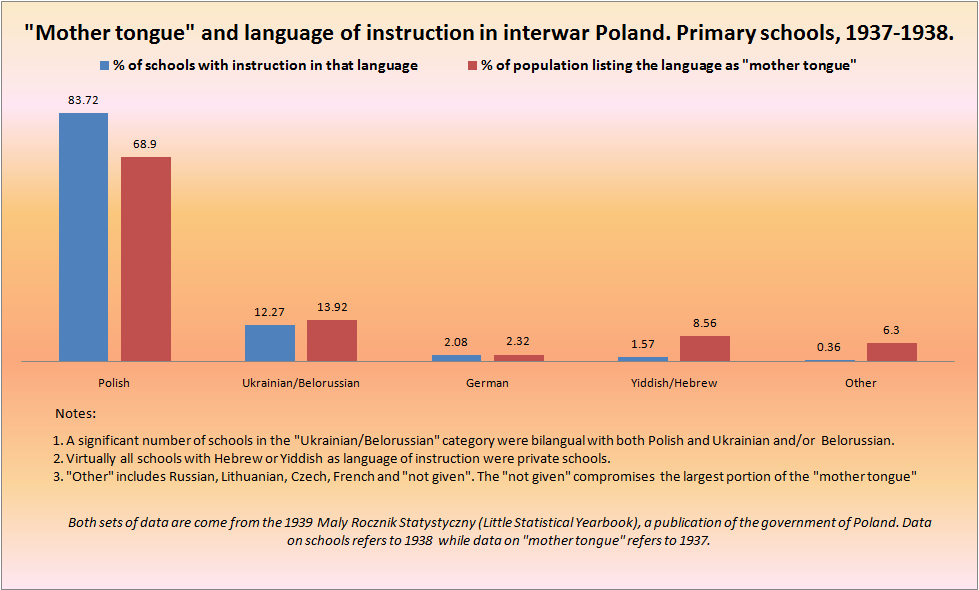
"Lengua materna" y lengua de instrucción en las escuelas polacas, 1937-1938. Muchas de las escuelas de la categoría "ucraniano/bielorruso" eran de hecho bilingües, y el polaco también era idioma de instrucción. Los datos proceden del Anuario estadístico de Polonia de 1938. Clic para agrandar.

En el modelo de gobierno centralizado de la Segunda República Polaca, las decisiones relativas a la educación se tomaban en Varsovia. Las políticas educativas polacas estaban orientadas a escuelas bilingües. El uso del idioma ucraniano se vio afectado negativamente por el sistema. Una ley que establecía escuelas bilingües polaco-ucranianas y escuelas polacas, aprobada en 1924 por el gobierno de Władysław Grabski, provocó el cierre de escuelas unilingües ucranianas (su número disminuyó de 2.426 en 1922 a 352 en 1938 en Galicia; y de 443 en 1922 a 8 en 1938 en Volinia) y su sustitución por escuelas bilingües polaco-ucranianas (2.485 en Galicia; 520 en Volinia) y escuelas polacas.  En la década de 1930, un porcentaje significativo de estas escuelas "bilingües" se volvieron efectivamente polacas.
En 1938, las autoridades polacas aumentaron el número de escuelas primarias en Volhynia y Polesia más de tres veces hasta 3.100, y de 4.030 a 4.998 en Galicia  . Así, a pesar de tales políticas que limitaban el uso del idioma ucraniano, la tasa de analfabetismo en Los territorios ucranianos cayeron del 50 por ciento al 35 por ciento. La política de Polonia también dio origen a la primera generación de élite intelectual ucraniana en Volinia. 
Los ucranianos étnicos estaban ligeramente subrepresentados en el sistema de educación secundaria. En el año académico 1936/37, 344 ucranianos (13,3%) en comparación con 2599 polacos estaban matriculados en la escuela secundaria, en la que los ucranianos constituían el 13,9% de la población en el censo polaco de 1931. Sin embargo, las cifras del censo polaco subestimaron significativamente el número real de ucranianos  y una estimación realista del porcentaje de la población polaca de etnia ucraniana fue de aproximadamente el 16 por ciento.  En el año académico 1938/9, sólo 6 ucranianos fueron aceptados para la educación terciaria. A los ucranianos étnicos se les restringió en gran medida la educación en el idioma nacional, el polaco, en lugar de en su propio idioma. En Polonia, había un gimnasio polaco por cada 16.000 polacos étnicos, pero sólo un gimnasio ucraniano por cada 230.000 ucranianos étnicos.
Durante la era de los Habsburgo, Lviv había albergado las instituciones ucranianas más grandes e influyentes del mundo.  En la universidad, en 1919 Polonia cerró todos los departamentos ucranianos que se habían abierto durante el período de dominio austriaco, excepto uno, el Departamento de Lengua y Literatura Rutena de 1848, cuyo puesto de presidente permaneció vacante hasta 1927 antes de ser ocupado por un estudiante étnicamente polaco. La mayoría de los profesores ucranianos fueron despedidos y se restringió la entrada de personas de etnia ucraniana.
La reacción de la comunidad ucraniana a las políticas educativas antiucranianas del gobierno polaco fue crear instituciones privadas a sus expensas. En el año escolar 1937-1938, el cuarenta por ciento de los estudiantes de gimnasios, escuelas normales y escuelas profesionales de Ucrania asistían a escuelas privadas.  Las donaciones de inmigrantes ucranianos en Canadá y Estados Unidos ayudaron a financiar dichas escuelas. Se establecieron una universidad clandestina en Lviv (que tenía 1.500 estudiantes) y una Universidad Libre de Ucrania en Viena (más tarde trasladada a Praga )  . Andrey Sheptytsky, jefe de la Iglesia greco-católica ucraniana, intentó crear una universidad católica ucraniana privada, pero sus esfuerzos se vieron frustrados por la fuerte oposición del gobierno polaco, que amenazó con cancelar su Concordato con el Vaticano si el Vaticano reconociera a un ucraniano. universidad.
La Universidad de Varsovia invitó a sus departamentos a profesores ucranianos de Lviv y de la Ucrania soviética. En 1930, el gobierno polaco creó el Instituto Científico Ucraniano.  Al estallar la Segunda Guerra Mundial, se convirtió en la editorial académica más grande entre todos los emigrados y ucranianos occidentales, y alcanzó el estatus de principal centro de estudios de Taras Shevchenko en Europa.
Los ucranianos que después de la Primera Guerra Mundial se encontraron bajo el dominio polaco estaban en peor situación que los del nuevo estado de Checoslovaquia. En la región que pasó a formar parte de Checoslovaquia después de la Primera Guerra Mundial, las escuelas ucranianas no existieron hasta el establecimiento de ese país. Sin embargo, entre 1921 y 1922, el 89 por ciento de los niños ucranianos estaban matriculados en escuelas en idioma ucraniano.
El resultado de las políticas educativas discriminatorias de Polonia contra los ucranianos fue que muchos ucranianos educados se radicalizaron políticamente y se opusieron militantemente a Polonia.

### Respuestas ucranianas al gobierno polaco

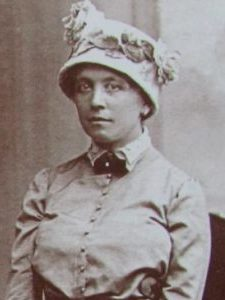
Olha Basarab, activista política ucraniana, miembro del ejecutivo de la sección de Lviv de la Unión de Mujeres Ucranianas y de la Organización Militar Ucraniana. Detenida después de que se encontraran en su casa materiales que indicaban cooperación con la inteligencia alemana, murió en prisión en 1924. Existen diferentes relatos de su muerte, desde suicidio hasta acusaciones de tortura y asesinato

Desde el principio y hasta la decisión de Versalles de entregar el este de Galicia a Polonia en 1923, los ucranianos gallegos consideraron ilegítimo el dominio polaco sobre las tierras principalmente habitadas por ellos, y boicotearon el censo polaco de 1921 y las elecciones polacas de 1922  El escritor judío alemán Alfred Döblin, de viaje por el este de Galicia en 1924, expresó más simpatía por los ucranianos bajo el dominio polaco que hacia los polacos que los dominaban. Describió el odio "terrible, ciego y entumecido" de los ucranianos hacia los polacos. Todos los partidos y organizaciones políticos ucranianos consideraron ilegítimo el dominio polaco sobre territorios habitados principalmente por personas de etnia ucraniana.  El partido político ucraniano más grande en Polonia, que dominaba la vida política de la minoría ucraniana en ese país, era la Alianza Democrática Nacional Ucraniana (ADNU). La ADNU apoyó la democracia constitucional y se centró en construir instituciones ucranianas, promover la educación ucraniana y fomentar organizaciones ucranianas de autosuficiencia que pudieran operar independientemente de las autoridades polacas con el fin de preparar a los ucranianos para la independencia. : 434–441 
En contraste con las actividades pacíficas del principal partido político ucraniano ADNU, la radical Organización de Nacionalistas Ucranianos buscó luchar contra el gobierno polaco mediante la violencia. La ONU llevó a cabo cientos de actos de sabotaje en Galicia y Volhynia, incluida una campaña de incendios provocados contra los terratenientes polacos (que contribuyó a provocar la Pacificación de 1930), boicots a las escuelas públicas y a los monopolios polacos de tabaco y licores, decenas de ataques de expropiación contra instituciones gubernamentales para obtener fondos para sus actividades, y aproximadamente sesenta asesinatos. Algunas de las víctimas de la OUN incluyeron a Tadeusz Hołówko, un promotor polaco del compromiso entre Ucrania y Polonia, Emilian Czechowski, comisario de policía polaco de Lviv, Alexei Mailov, un funcionario consular soviético asesinado en represalia por el Holodomor, y más notablemente Bronisław Pieracki, el polaco ministro de Interior. La ONU también mató a figuras ucranianas moderadas como el respetado maestro (y ex oficial del ejército de la República Popular de Ucrania Occidental ) Ivan Babii, y en 1930 agredió al director de la Sociedad Científica Shevchenko, Kyryl Studynsky, en su oficina. 
El terrorismo de la Organización de Nacionalistas Ucranianos fue condenado por la mayoría de los principales líderes políticos ucranianos. El jefe de la Iglesia greco-católica ucraniana, el metropolitano Andriy Sheptytsky, que fue particularmente crítico con los dirigentes de los nacionalistas ucranianos en el exilio que inspiraron actos de violencia juvenil, escribió que estaban "utilizando a nuestros hijos para matar a sus padres" y que "quien desmoralice a nuestra juventud Es un criminal y un enemigo del pueblo."  La ADNU se opuso a los actos de terrorismo porque resultaron en represalias polacas contra la población ucraniana. 
Cuando Polonia fue dividida por Alemania y la Unión Soviética, la abrumadora mayoría de los ucranianos étnicos de Polonia se alegraron sinceramente de ver el colapso del Estado polaco.

## Segunda Guerra Mundial
En 1939, Polonia fue ocupada por Alemania y la Unión Soviética, y los territorios de Volinia y Galicia, en su mayoría habitados por ucranianos, fueron anexados a la Unión Soviética . Sin embargo, algunos territorios habitados por ucranianos quedaron bajo control alemán. En estas zonas se restablecieron las actividades culturales ucranianas como teatros, escuelas y salas de lectura que habían sido suprimidas por el gobierno polaco. Se revivieron aproximadamente veinte iglesias ucranianas.
Durante la Segunda Guerra Mundial, se fundó y tuvo su sede en Cracovia el Comité Central Ucraniano (UCC), que era la comunidad ucraniana oficialmente reconocida y la organización cuasi política bajo la ocupación alemana. Era responsable de los servicios sociales, asuntos de veteranos, educación, juventud y actividades económicas. Por ejemplo, después de una inundación y una hambruna en Transcarpatia, el comité pudo salvar y reubicar a 30.000 niños ucranianos. A finales de 1943 operaba 1.366 cocinas y podía alimentar a 100.000 personas. Las intervenciones del comité condujeron a la liberación de 85.000 prisioneros de guerra de etnia ucraniana (presumiblemente del ejército polaco) que fueron capturados durante el conflicto germano-polaco. Sin embargo, no pudo intervenir en el trato brutal dado a los prisioneros ucranianos que habían luchado en el ejército soviético. Cuando los alemanes comenzaron a matar a campesinos ucranianos en la región de Zamość por supuesta resistencia, la protesta de Kubiyovych ante Hans Frank pudo detener esa matanza. El comité también pudo construir residencias para estudiantes que albergaron a 7.000 estudiantes, otorgó becas por valor de 1,35 millones de zlotys y organizó más de 100 grupos juveniles, campamentos y clubes deportivos.
En Cracovia se fundó una editorial ucraniana. Publicó numerosas obras y libros de texto ucranianos. A pesar de los problemas con los censores alemanes y la escasez crónica de papel, la Editorial Ucraniana también publicó un diario ucraniano.
Los territorios poblados por ucranianos que habían formado parte de Polonia fueron escenario de violencia extrema entre ucranianos y polacos. Durante la Segunda Guerra Mundial, los nacionalistas ucranianos mataron entre 40.000 y 60.000 civiles polacos en el antiguo territorio polaco de Volhynia  y entre 25.000  y 30.000-40.000 en el antiguo territorio polaco de Galicia Oriental  El número de civiles ucranianos Se estima que entre 10.000 y 20.000 personas murieron en ataques de represalia por parte de polacos en todos los territorios cubiertos por el conflicto (incluidas las zonas del sureste de la actual Polonia).
Véanse: Organización de Nacionalistas Ucranianos, Proclamación de la condición de Estado ucraniano, 1941 y Masacres de polacos en Volinia .

## Tras la Segunda Guerra Mundial
Después de que la Unión Soviética sofocara una insurrección ucraniana al final de la Segunda Guerra Mundial, alrededor de 140.000 ucranianos que quedaban en Polonia fueron expulsados por la fuerza a la Ucrania soviética y a nuevos territorios en el norte y el oeste de Polonia durante la Operación Vístula .
Desde 1989 ha habido una nueva ola de inmigración ucraniana a Polonia, en su mayoría formada por solicitantes de empleo. Según datos del Ministerio de Asuntos Exteriores de Ucrania en la década de 2000, alrededor de 300.000 ciudadanos ucranianos trabajaban anualmente en Polonia. En los últimos años, el número de inmigrantes ucranianos en Polonia ha aumentado considerablemente, llegando a 1,3 millones en 2016.